# Evolution Gruppo Show
Il gruppo spettacolo Evolution fa parte della sezione pattinaggio della Polisportiva Orgnano ASD di Udine.
La Polisportiva Orgnano ha iniziato l'attività a livello nazionale nella categoria piccoli gruppi già dal 2001, ma è nel 2005 che si crea il gruppo Evolution grazie alla collaborazione col pluricampione mondiale e coreografo triestino Sandro Guerra che porta il gruppo ai primi successi a livello italiano ed internazionale.
È stato il primo ed unico gruppo italiano della sua categoria a partecipare ogni anno ai campionati mondiali sin dal primo campionato del mondo in cui la categoria Piccoli Gruppi è stata inserita nel programma dei campionati mondiali. 
Chiude l'attività a fine 2012 dopo una serie consecutiva di successi conclusasi con i due titoli mondiali ottenuti nel 2011 e 2012.

## Risultati

### 2006
Coreografia: De Rerum Natura
- Campionati Nazionali - Cividale del Friuli ( Italia) - 3º posto.
- Campionati Europei - Reus ( Spagna) - 6º posto.

### 2007
Coreografia: Riflessi dell'anima
- Campionati Nazionali - Casalecchio di Reno ( Italia) - 1º posto.
- Campionati Europei - Porto ( Portogallo) - 7º posto.
- Campionati Mondiali - Gold Coast ( Australia) - 6º posto.

### 2008
Coreografia: Magma
- Campionati Nazionali - Montecatini Terme ( Italia) - 1º posto.
- Campionati Europei - Hanau ( Germania) - 2º posto.
- Campionati Mondiali - Kaohsiung ( Taiwan) - 3º posto.

### 2009
Coreografia: La scelta
- Campionati Nazionali - Verona ( Italia) - 1º posto.
- Campionati Europei - Reggio Emilia ( Italia) - 2º posto.
- Campionati Mondiali - Friburgo ( Germania) - 3º posto.

### 2010
Coreografia: Migrazioni
- Campionati Nazionali - Conegliano Veneto ( Italia) - 2º posto.
- Campionati Mondiali - Portimão ( Portogallo) - 2º posto.

### 2011
Coreografia: Let's Swing!!!
- Campionati Nazionali - Reggio Emilia ( Italia) - 1º posto.
- Campionati Europei - Gondomar ( Portogallo) - 1º posto.
- Campionati Mondiali - Brasilia ( Brasile) - 1º posto.

### 2012
Coreografia: Abracadabra
- Campionati Nazionali - Padova ( Italia) - 1º posto.
- Campionati Europei - Blanes ( Spagna) - 1º posto.
- Campionati Mondiali - Auckland ( Nuova Zelanda) - 1º posto.